# Ambarijutsa
Ambarijutsa (en georgiano: ამბარიხუწა; en armenio: Ամբարիխուցա; en abjasio: Амбарыхәыҵа) es una aldea que pertenece a la parcialmente reconocida República de Abjasia, parte del distrito de Sujumi, aunque de iure pertenece al municipio de Sojumi de la República Autónoma de Abjasia de Georgia.

## Geografía
Ambarijutsa se encuentra en el valle de Shetskvari, a orillas del río Gumista, a 16 km de Sujumi. La aldea se administra desde el pueblo de Zemo Eshera.

## Historia
La aldea fue fundada por armenios que llegaron de los pueblos circundantes de Samsun en 1882.

## Demografía
La evolución demográfica de Ambarijutsa entre 1959 y 1989 fue la siguiente:
| 651                                                 | 531 |
| (Fuente: Population of Abkhazia since Soviet times) |     |

Antes de la guerra de Abjasia, la mayoría de la población local eran armenios.

## Economía
La población se dedica al cultivo de tabaco y cultivos subtropicales, horticultura, ganadería y producción lechera. El maíz se cultiva a partir de cultivos de cereales.  

## Infraestructura

### Educación
El pueblo tenía una escuela primaria y de ocho años, un club y una biblioteca.